# Drieschella maculata
Drieschella maculata är en ringmaskart som beskrevs av Augener och Pettibone in Pettibone 1970. Drieschella maculata ingår i släktet Drieschella och familjen Polynoidae. Inga underarter finns listade i Catalogue of Life.